# Революционное движение 8 октября
Революционное движение 8 октября (порт. Movimento Revolucionário 8 de Outubro) — бразильская леворадикальная организация, состоявшая преимущественно из студентов и начавшая вооружённую борьбу (в форме городской герильи) с военной хунтой. Изначально группа носила название «Диссиденты из Гуанабара» (порт. Dissidência da Guanabara), однако, расширившись, приняло новое — от даты пленения Эрнесто Гевары в Боливии.
Наибольшую известность движение приобрело после совместного с ALN захвата Чарльза Элбрика, посла США в Бразилии, с целью освобождения 15 заключённых революционеров. В результате власти Бразилии согласились на обмен и 15 заключённых были выпущены на свободу и вылетели в Мексику, а посол в целости и сохранности вернулся в США.
Революционное движение 8 октября было марксистско-ленинской организацией, но отрицало демократический централизм и строилось на принципах горизонтальной структуры.
Хотя Революционное движение 8 октября сыграло значительную роль в подъёме студенческого движения в 1977 году, но уже в 1978 году, провозгласив приоритет «национального вопроса» над демократическими требованиями и резко осудив объединительные тенденции в левой среде (которые привели к образованию Партии трудящихся), оно противопоставило себя большинству бразильских левых, особенно троцкистов. На почве особенного внимания к требованиям национального освобождения Революционное движение 8 октября даже поддерживало отношения с режимом Саддама Хусейна.
Некоторые активисты движения участвовали в легальной деятельности Бразильского демократического движения. Ряд выходцев из Революционного движения 8 октября продолжили свою деятельность в Партии трудящихся, Зелёной партии Бразилии, Партии социализма и свободы, Партии бразильского демократического движения (в котором в своё время Революционное движение 8 октября продолжало действовать как наиболее радикальная левая фракция даже после того, как остальные левые группы вошли в ПТ). Среди известных активистов движения были Карлус Ламарка, Франклин Мартинс, Фернанду Габейра, а также будущий президент Бразилии Дилма Русеф.
В 2002 году Революционное движение 8 октября поддержало кандидатуру Лулы на президентских выборах. 21 апреля 2009 года движение приняло решение институционализироваться в качестве легальной политической силы и учредило Партию «Свободная Родина» (Partido Pátria Livre).
См. также: Уго Рафаэль Чавес Фриас и Революционное боливарианское движение — 200